# Dé (architecture)
Pour les articles homonymes, voir Dé (homonymie).

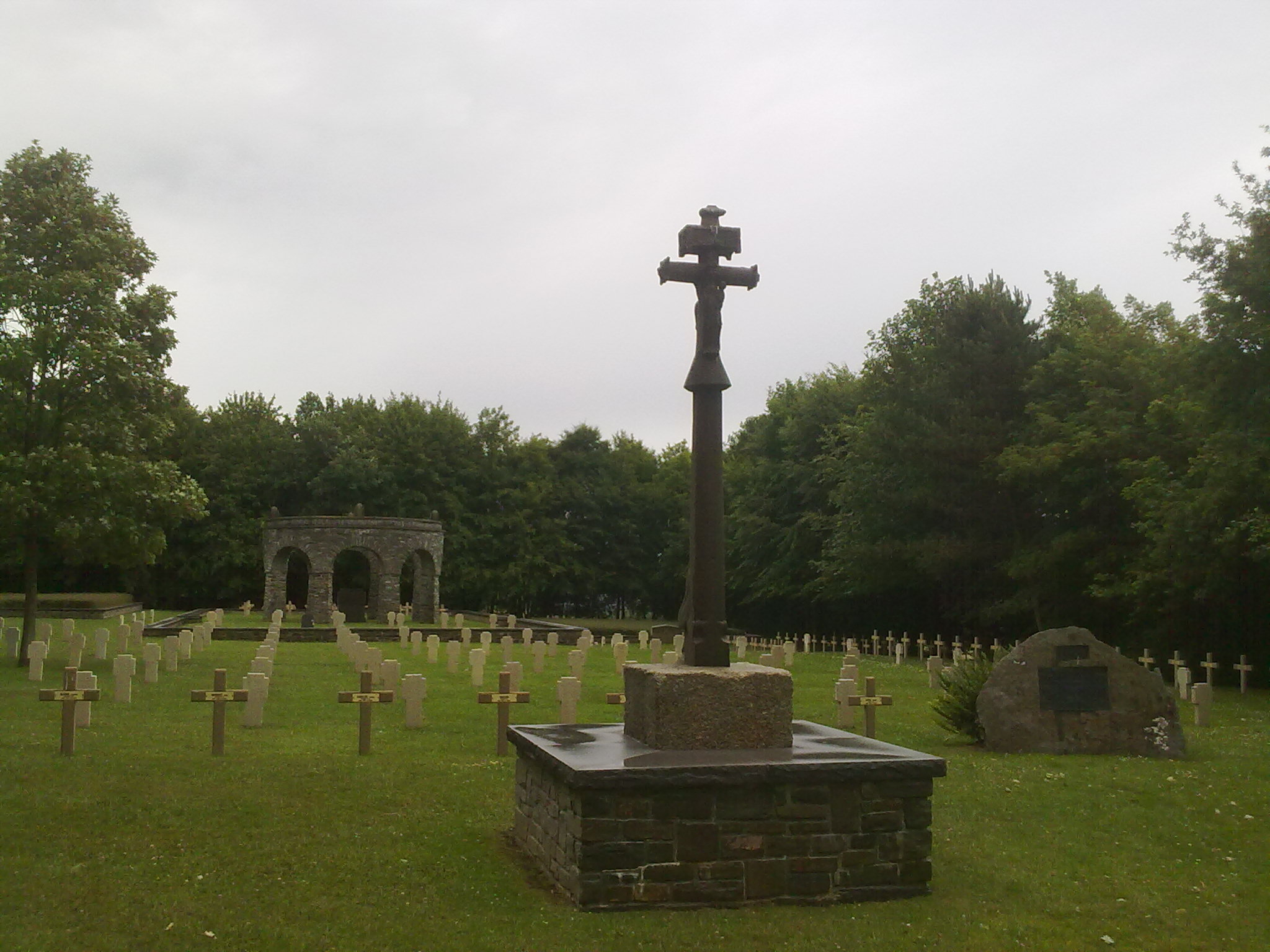
Le dé (bloc entier) repose ici sur une base maçonnée (Maissin, Belgique).

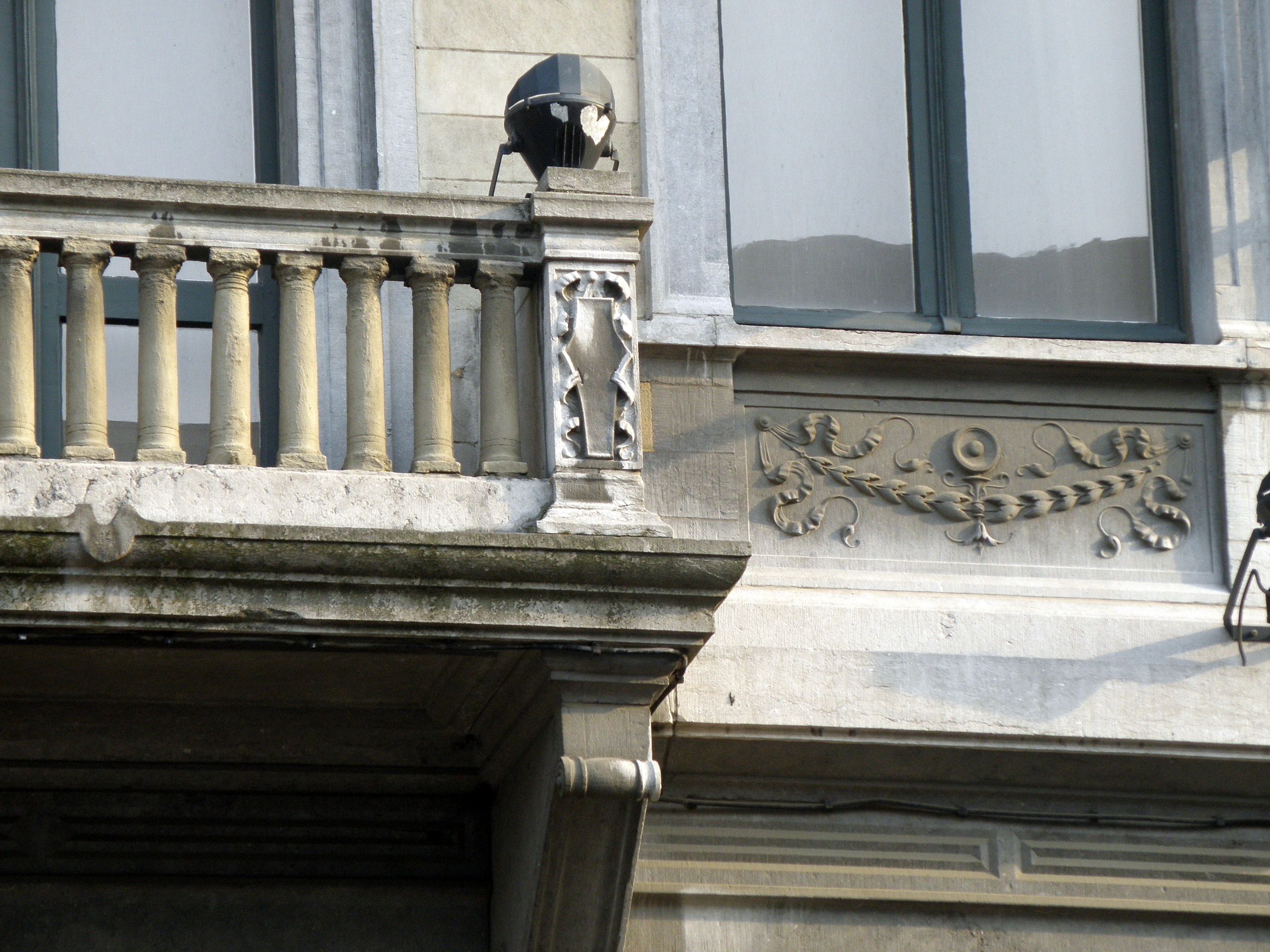
Dé de balustrade.

Un dé est, en architecture, un bloc de pierre de forme cubique installé sous le fût d'une colonne.
Dans l'architecture classique, le dé désigne chacun des murets en maçonnerie pleine disposés de place en place d'une balustrade (synonyme : dosseret).